# الاتور، بخش تیروچیراپالی
الاتور، بخش تیروچیراپالی (به انگلیسی: Alathur, Tiruchirappalli district) یک منطقهٔ مسکونی در هند است که در تامیل نادو واقع شده‌است.

## خصوصیات
الاتور ۱٬۰۸۰ نفر جمعیت دارد.